# Kostki wstawne

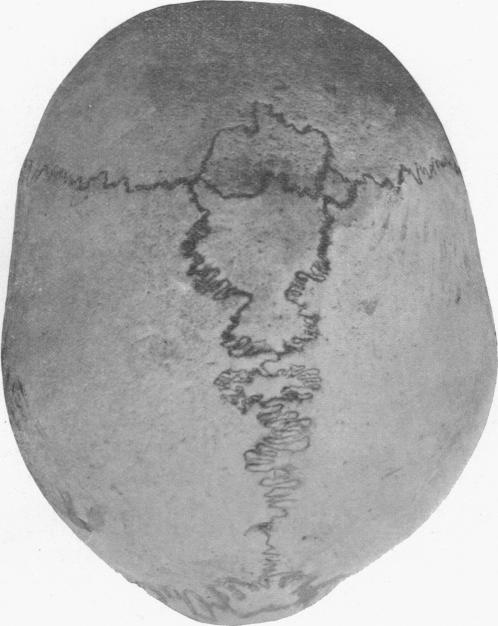
Czaszka młodego mężczyzny z kostkami wstawnymi

Porównanie czaszek z kostkami wstawnymi i bez

Kostki wstawne, wstawki kostne, kostki szwów, kostki Worma (łac. ossa suturarum, ossa suturalia, ossa Wormiana) –  niestale, jednak dość popularnie obecne drobne kości w obrębie szwów czaszki. Szacuje się, że występują u ok. 8–15% populacji ogólnej.  Obecność kości Worma warunkowane jest powstaniem dodatkowych punktów kostnienia w obrębie błony mezenchymatycznej. Powstawanie kości szwów jest możliwe tylko w okresie, w którym pomiędzy tworzącymi się kośćmi czaszki jest obecna jeszcze niezmineralizowana błona mezenchymatyczna. Czynnikami indukującymi utworzenie wspomnianych dodatkowych punktów kostnienia mogą być mechaniczne bodźce zewnętrzne, podejrzewa się także wpływ czynników genetycznych. Same w sobie traktowane są jako zmienność anatomiczna i nie dają żadnych objawów, budzą natomiast zainteresowanie m.in. antropologów, anatomów, chirurgów szczękowo-twarzowych, neurochirurgów i radiologów.  

## Etiologia
Kostki wstawne niekiedy występują jako część obrazu klinicznego zespołów wad wrodzonych. Niektóre z tych chorób to:
- pyknodysostoza
- choroba Menkesa
- wrodzona łamliwość kości
- dysplazja obojczykowo-czaszkowa
- zespół uszno-podniebienno-palcowy
- zespół Hajdu-Cheneya
- zespół Downa.

## Historia
Używana w wielu językach (także w polskim) nazwa „kostki Worma” wiąże się z nazwiskiem duńskiego anatoma Olego Worma, profesora kopenhaskiej katedry anatomii w latach 1624–1639. Były one jednak znane już dawniej, a jednym z pierwszych uczonych je opisujących był Paracelsus.